# Estación de Mantes-la-Jolie
La estación de Mantes-la-Jolie es una estación ferroviaria francesa de las líneas París - Le Havre y Mantes-la-Jolie - Cherburgo, situadas en las comunas de Mantes-la-Jolie, Mantes-la-Ville y Buchelay, en el departamento de Yvelines, al oeste de la capital. Por ella transitan varias líneas de alta velocidad, como de media distancia y regionales.
Además, se configura como un importante nudo ferroviario en la red de cercanías al pertenecer a las líneas J y N del Transilien.

## Historia
Fue inaugurada el 9 de mayo de 1843. Fue gestionada por la Compagnie du Chemin de fer de Paris à Rouen, su creadora hasta 1855, luego pasó a depender de la Compagnie du Chemin de fer  de fer de l'Ouest. En 1908, fue comprada por la empresa pública Chemins de fer de l'État que acabó absorbida en 1938 por la actual SNCF.

## Descripción
Se encuentra a unos 47 kilómetros al oeste de París. 
Se compone de cuatro andenes centrales y de ocho vías, al que se unen varias vías de servicio. La estación dispone de pasos subterráneos y una pasarela para acceder a los diferentes andenes.

## Servicios ferroviarios
- Trenes de cercanías:
  - Línea J (a razón de cuatro trenes por hora usando trenes encabezados por locomotoras eléctricas BB 17000 y BB 27300).
  - Línea N (un tren por hora, elevándose a uno cada media hora en hora punta. Habitualmente se emplean coches de dos pisos del modelo VB 2N).
- Trenes regionales: TER Alta Normandia.
  - Línea Rouen - París.
  - Línea Évreux - París.
  - Línea Serquigny - París.
  - Línea Evreux - Mantes-la-Jolie.
  - Línea Vernon - Mantes-la-Jolie.
- Trenes de media distancia: Intercités Normandia
  - Línea Le Havre - París.
- Trenes de alta velocidad: TGV.
  - Línea Le Havre - Marsella.
  - Línea Le Havre - Estrasburgo.
  - Línea Cherburgo - Dijon.